# يوم العريش
يوم العريش وهو يوم من أيام العرب في الجاهلية والعريش موضع في تهامة وكان هذا اليوم بين بنو ضمرة من كنانة وبين بنو خثيم من هذيل.

## الأحداث
اقبلت بنو ضمرة بن بكر من كنانة يريدون غزو بني خثيم بن عمرو من هذيل فأصابوا رجلا منهم يقال له مسعود بن العجلان وهو من الصحابة. فقام فقال أي فل ولدت شاتكم جدبا ! قال السكري «قال ذلك قبل ان يصلوا الى الحي لينذر قومة فنذروا». واخذ جديا فرفعة بيده وقال له - تسعون خصيا فاعجل ولا تذر في الدار حيا- فاتاه قومة يشتدون فاخبرهم بمكان بني ضمرة.
فقال اخوه ساعدة بن العجلان وكان سيد قومة خثيم. بنو ضمرة بمحلوفة فتلطف بعض القوم لرقيب بني ضمرة فقتلوه. ثم اقبل بني خثيم من هذيل الى العريش فبدرهم ساعدة فقال يا لهفي اذهبوا فلم يروهم الا ذاهبين فتبعتهم هذيل فقتلوا كل بني ضمرة ولم ينج منهم الا رجل يقال له حصيب الضمري. وقال ساعدة بن العجلان في ذلك.
وقال حصيب الضمري يذكر هروبه.
فرجع حصيب الى أهله فصاحت به النساء وعيروه الفرار فقال زوجته «ما أراك الا صحيح الجلد وقد أصيب قومك !». فقال في ذلك حصيب الكناني.